# چای-باگنو
چای-باگنو (به لهستانی:  Czaje-Bagno) یک روستا در لهستان است که در گمینا چیخانوویتس واقع شده‌است. چای-باگنو ۱۳۰ نفر جمعیت دارد.